# Nancy Feber
Nancy Feber (née le 5 février 1976) est une joueuse de tennis belge professionnelle du début des années 1980 à 1994.
En Grand Chelem, elle a réalisé ses meilleures performances à Wimbledon, atteignant le 3e tour trois fois consécutivement en simple :
- en 1994, issue des qualifications, battue par Arantxa Sánchez Vicario
- en 1995, battue par Gabriela Sabatini
- en 1996, battue par Meredith McGrath

## Palmarès

### Titre en double dames
Aucun

### Finales en double dames
| No | Date       | Nom et lieu du tournoi         | Catégorie | Dotation  | Surface    | Vainqueures                   | Partenaire        | Score    |          |
| -- | ---------- | ------------------------------ | --------- | --------- | ---------- | ----------------------------- | ----------------- | -------- | -------- |
| 1  | 14/11/1994 | P&G Tennis Open Taïwan         | Tier IV   | 100 000 $ | Dur (ext.) | Michelle Jaggard Rene Simpson | Alexandra Fusai   | 6-0, 7-6 | Parcours |
| 2  | 02/01/1995 | Danamon Indonesia Open Jakarta | Tier III  | 161 250 $ | Dur (ext.) | Claudia Porwik Irina Spîrlea  | Laurence Courtois | 6-2, 6-3 | Parcours |
| 3  | 08/04/1996 | Danamon Open Jakarta           | Tier III  | 164 250 $ | Dur (ext.) | Rika Hiraki Naoko Kijimuta    | Laurence Courtois | 7-6, 7-5 | Parcours |

## Parcours en Grand Chelem

### En simple dames
| Année | Open d'Australie | Open d'Australie | Internationaux de France | Internationaux de France | Wimbledon       | Wimbledon         | US Open         | US Open        |
| ----- | ---------------- | ---------------- | ------------------------ | ------------------------ | --------------- | ----------------- | --------------- | -------------- |
| 1993  | -                | -                | 1er tour (1/64)          | Mary Joe Fernández       | 1er tour (1/64) | Meredith McGrath  | -               | -              |
| 1994  | -                | -                | -                        | -                        | 3e tour (1/16)  | Arantxa Sánchez   | 1er tour (1/64) | Åsa Svensson   |
| 1995  | -                | -                | 2e tour (1/32)           | Naoko Sawamatsu          | 3e tour (1/16)  | Gabriela Sabatini | 1er tour (1/64) | Martina Hingis |
| 1996  | 2e tour (1/32)   | Kristie Boogert  | 2e tour (1/32)           | Sarah Pitkowski          | 3e tour (1/16)  | Meredith McGrath  | -               | -              |
| 1997  | 1er tour (1/64)  | Natasha Zvereva  | -                        | -                        | 1er tour (1/64) | Radka Zrubáková   | -               | -              |

À droite du résultat, l’ultime adversaire.

### En double dames
| Année | Open d'Australie             | Open d'Australie          | Internationaux de France      | Internationaux de France    | Wimbledon                   | Wimbledon                  | US Open                   | US Open                  |
| ----- | ---------------------------- | ------------------------- | ----------------------------- | --------------------------- | --------------------------- | -------------------------- | ------------------------- | ------------------------ |
| 1994  | 1er tour (1/32) L. Courtois  | Jo-Anne Faull Robin White | -                             | -                           | -                           | -                          | 2e tour (1/16) S. Testud  | Pam Shriver E. Smylie    |
| 1995  | 2e tour (1/16) L. Courtois   | C. Martínez P. Tarabini   | 1er tour (1/32) Silvia Farina | E. Martincová E. Pampoulova | 1er tour (1/32) L. Courtois | M. Bollegraf Rennae Stubbs | 3e tour (1/8) L. Courtois | B. Schultz Rennae Stubbs |
| 1996  | 1er tour (1/32) L. Courtois  | C. Martínez P. Tarabini   | 1er tour (1/32) D. Monami     | Julie Halard N. Tauziat     | 1er tour (1/32) D. Monami   | Lori McNeil N. Tauziat     | -                         | -                        |
| 1997  | 1er tour (1/32) Ann Grossman | N. Kijimuta Nana Miyagi   | 2e tour (1/16) Patricia Hy    | M. Hingis A. Sánchez        | -                           | -                          | -                         | -                        |
| 1998  | -                            | -                         | 1er tour (1/32) Krivencheva   | C. Barclay K. Guse          | -                           | -                          | -                         | -                        |

Sous le résultat, la partenaire ; à droite, l’ultime équipe adverse.

### En double mixte
| Année | Open d'Australie | Open d'Australie | Internationaux de France  | Internationaux de France | Wimbledon                   | Wimbledon               | US Open | US Open |
| ----- | ---------------- | ---------------- | ------------------------- | ------------------------ | --------------------------- | ----------------------- | ------- | ------- |
| 1995  | -                | -                | -                         | -                        | 1er tour (1/32) Libor Pimek | Els Callens S. Noteboom | -       | -       |
| 1996  | -                | -                | 2e tour (1/16) Jack Waite | L. Neiland M. Woodforde  | 1er tour (1/32) Jack Waite  | A. Olsza Tom Kempers    | -       | -       |

Sous le résultat, le partenaire ; à droite, l’ultime équipe adverse.

## Parcours en Coupe de la Fédération
| #                                                                       | Date       | Lieu         | Surface      | Gagnante(s)                   | Perdante(s)                      | Score         |          |
|                                                                         |            |              |              |                               |                                  |               |          |
| 1993 - 1er tour (groupe mondial) - Lettonie - Belgique - 2 : 1          |            |              |              |                               |                                  |               |          |
| 1                                                                       | 20/07/1993 | Francfort    | Terre (ext.) | Agnese Blumberga              | Nancy Feber                      | 6-3, 6-3      | Parcours |
|                                                                         |            |              |              |                               |                                  |               |          |
| 1993 - Barrage (groupe mondial I) - Belgique - Croatie - 1 : 2          |            |              |              |                               |                                  |               |          |
| 2                                                                       | 22/07/1993 | Francfort    | Terre (ext.) | Maja Murić                    | Nancy Feber                      | 6-4, 6-4      | Parcours |
|                                                                         |            |              |              |                               |                                  |               |          |
| 1995 - Barrage (groupe mondial II) - Belgique - Corée du Sud - 3 : 2    |            |              |              |                               |                                  |               |          |
| 3                                                                       | 22/07/1995 | Ostende      | Terre (ext.) | Sabine Appelmans Nancy Feber  | Choi Ju-yeon Kim Eun-ha          | 6-1, 6-1      | Parcours |
|                                                                         |            |              |              |                               |                                  |               |          |
| 1996 - 1/4 de finale (groupe mondial II) - Indonésie - Belgique - 0 : 5 |            |              |              |                               |                                  |               |          |
| 4                                                                       | 27/04/1996 | Jakarta      | Dur (ext.)   | Laurence Courtois Nancy Feber | Liza Andriyani Wynne Prakusya    | 6-1, 6-2      | Parcours |
|                                                                         |            |              |              |                               |                                  |               |          |
| 1996 - Barrage (groupe mondial I) - Afrique du Sud - Belgique - 1 : 4   |            |              |              |                               |                                  |               |          |
| 5                                                                       | 13/07/1996 | Bloemfontein | Dur (ext.)   | Laurence Courtois Nancy Feber | Amanda Coetzer Mariaan de Swardt | 6-2, 3-6, 6-0 | Parcours |
|                                                                         |            |              |              |                               |                                  |               |          |
| 1997 - 1/4 de finale (groupe mondial) - Belgique - Espagne - 5 : 0      |            |              |              |                               |                                  |               |          |
| 6                                                                       | 01/03/1997 | Sprimont     | Dur (int.)   | Els Callens Nancy Feber       | Gala León García Virginia Ruano  | 5-7, 6-2, 6-2 | Parcours |

## Classements WTA en fin de saison

### En simple
| Année | 1991 | 1992 | 1993 | 1994 | 1995 | 1996 | 1997 | 1998 |
| Rang  | 606  | 166  | 154  | 123  | 99   | 109  | 159  | 220  |

Source : (en) « Classements de Nancy Feber », sur le site officiel du WTA Tour

### En double
| Année | 1991 | 1992 | 1993 | 1994 | 1995 | 1996 | 1997 | 1998 | 1999 | 2000 | 2001 | 2002 | 2003 | 2004 | 2005 | 2006 | 2007 | 2008 | 2009 | 2010 | 2011 |
| Rang  | 312  | 176  | 140  | 95   | 49   | 71   | 125  | 143  | -    | -    | -    | -    | -    | -    | -    | -    | -    | -    | -    | -    | 788  |

Source : (en) « Classements de Nancy Feber », sur le site officiel du WTA Tour